# T-SPARK
T-SPARK（ティースパーク）は、タカラトミーが展開するハイターゲットブランドである。2024年5月8日の第62回静岡ホビーショーで初披露された。
「トランスフォーマー」、「ダイアクロン」、「ゾイド」といった3つのロングセラー商品のほか、新たに「鋼鉄機神 アダマスマキナ」、「REALIZE MODEL」、「TOYRISE」、「PROJECT:M」、「メタモルバース」といった5つのシリーズを加えた8シリーズで展開していくこととしている。それに伴い、タカラトミーモールのサイトもT-SPARKは背景が黒を基調としたものに変更したりYoutubeの公式サイトであるタカラトミーホビーチャンネルをT-SPARK公式チャンネルに名称変更している。
自社のIPだけでなく著名なデザイナー・会社や他社人気コンテンツとコラボレーションすることも考えているとしている。2024年8月26日にはこれらコラボレーション商品をまとめた「SYNERGENEX」の展開を9月から行うことが発表された。2024年10月11日にはPROJECT:Mを「ALTERED NANO」に変更したことを発表。2025年5月9日には新しいブランドとして「Q VILLAGE」、「COLLEKAZARO」、「SPARK Fig」、「LEGACYSOUL」の展開を発表。

## 作品・ブランド一覧
- トランスフォーマー
- 勇者シリーズ
- 装甲騎兵ボトムズ
- 勇気爆発バーンブレイバーン
- 魔弾戦記リュウケンドー
- 僕のヒーローアカデミア/ヴィジランテ-僕のヒーローアカデミア ILLEGALS-
- バック・トゥ・ザ・フューチャーシリーズ
- ワイルド・スピードシリーズ
- プリンセッション・オーケストラ
- ビーダマン
- ミクロマンシリーズ
- ダイアクロン
- ゾイド
- 鋼鉄機神 アダマスマキナ
- REALIZE MODEL
- TOYRISE
- ALTERED NANO
- メタモルバース（コトブキヤとの協業企画）
- SYNERGENEX
- Q VILLAGE
- COLLEKAZARO
- SPARK Fig
- LEGACYSOUL